# Desiderius Wein
Desiderius Antal „Dezső” Wein, znany też jako Boros (ur. 19 stycznia 1873 w Budapeszcie, zm. 5 czerwca 1944 tamże) – węgierski gimnastyk. Uczestnik pierwszych nowożytnych igrzysk olimpijskich w 1896 roku.
Podczas igrzysk olimpijskich w Atenach w 1896 roku brał udział w czterech konkurencjach gimnastycznych – skoku przez konia, ćwiczeniach na poręczy, ćwiczeniach na drążku i w ćwiczeniach na kółkach. Jego wyniki są jednak nieznane, wiadomo że w żadnej z nich nie zajął miejsca w czołowej dwójce.
Był lekarzem studia medyczne ukończył  1897, a także jednym z pionierów narciarstwa na Węgrzech. Działał w Węgierskiej Federacji Gimnastycznej, zajmował się też turystyką. Autor książek: Kirándulás a Strázsára (1891), Hogyan ápolja a tornász kezeit? (1895), Nemzeti kultúránk és testi nevelés (1906).